# Aeroporto di Valona
L'aeroporto di Valona (IATA: VLO, ICAO: LAVL) è il terzo aeroporto internazionale dell’Albania, situato nei pressi del villaggio di Akërni, a circa 10 chilometri a nord di Valona. L’aeroporto fungerà da snodo chiave per i trasporti nel sud dell’Albania e sulla Riviera albanese, facilitando sia i voli passeggeri che quelli cargo.

## Storia
Il 17 gennaio 2018, il consorzio turco che ha costruito l'aeroporto di Istanbul, si è offerto di costruire l'aeroporto di Valona in un progetto regionale che apre anche la strada all'Albania per creare la sua compagnia di bandiera nazionale (Air Albania) e ridurre gli attuali prezzi dei biglietti. Il consorzio di joint venture turco di Cengiz-Kolin-Limak-Mapa-Kalyon si è offerto di costruire l'aeroporto come parte dell'assistenza che il governo albanese ha ricevuto dal governo turco e dalla Turkish Airlines. Tuttavia, il consorzio turco ha deciso di ritirarsi dall'iniziativa un anno dopo.
A settembre 2019 è stato presentato dal Governo albanese un nuovo progetto consistente nella costruzione di un porto turistico e di un complesso commerciale comprensivo di un agriturismo.
La gara per la costruzione dell'aeroporto è stata temporaneamente sospesa dal governo albanese il 31 marzo 2020 a causa della pandemia di COVID-19.
Un consorzio composto da Mabco Constructions di Behgjet Pacolli, il gruppo turco YDA Group e il gruppo kosovaro 2A Group Shpk è risultato vincitore della gara internazionale e il contratto è stato firmato il 20 aprile 2021. Prima dell'inizio della costruzione dell'aeroporto, sono stati effettuati studi ambientali e archeologici. La costruzione dell'aeroporto richiederà 36 mesi e il progetto prevede la realizzazione di una pista di 3,2 km, hangar per la manutenzione degli aeromobili e servizio cargo. I lavori per la costruzione dell'aeroporto sono stati avviati ufficialmente il 28 novembre 2021 con un tempo obiettivo di completamento per la fine del 2024.
L’8 maggio 2025, l’Aeroporto Internazionale di Valona ha raggiunto un traguardo significativo con l’atterraggio con successo del suo primo volo di certificazione. All’evento hanno partecipato alti funzionari, tra cui il Primo Ministro Edi Rama e la Ministra delle Infrastrutture e dell’Energia Belinda Balluku. Questo volo di certificazione ha segnato il completamento di rigorosi test e procedure normative, aprendo la strada all’avvio delle operazioni commerciali.

### Impatto ambientale
La costruzione dell'Aeroporto di Valona all'interno dell'Area Protetta Vjosa-Narta è in contrasto con le leggi nazionali e le convenzioni internazionali sulla protezione della biodiversità che l'Albania ha ratificato. Il paesaggio protetto Vjosa-Narta è un candidato per l’Emerald network, che offre rifugio a più di 62 specie di uccelli elencati nella direttiva Uccelli dell'UE. La Convenzione di Berna ha invitato il governo albanese a rivedere i piani per la costruzione di un aeroporto all'interno dell'area protetta Vjosa-Narta. Il nuovo aeroporto è progettato per ospitare aeromobili a fusoliera larga e sarà il più grande aeroporto del paese. Si prevede che avrà un impatto importante sulla crescita economica e sul turismo, ma d'altra parte, un grave impatto negativo sulla biodiversità dell'area in quanto l'aeroporto sarà situato interamente nella laguna di Narta, che è un'area protetta in Albania. Gli ambientalisti hanno espresso la loro preoccupazione per la possibile collisione di aeroplani con uccelli, poiché la Laguna di Narta è un importante luogo di riproduzione e di vita degli uccelli migratori.